# تاکاشی کاگیاما
تاکاشی کاگیاما (انگلیسی: Takashi Kageyama؛ زادهٔ ۲۷ مهٔ ۱۹۷۷) بازیکن فوتبال اهل ژاپن است.
از باشگاه‌هایی که در آن بازی کرده‌است می‌توان به باشگاه فوتبال سانفریس هیروشیما و باشگاه فوتبال سرزو اوساکا اشاره کرد.